# Falstaff (opera)
Falstaff je komična opera v treh dejanjih (šestih slikah) Giuseppeja Verdija. Libreto je po Shakespeareovi komediji Vesele ženske Windsorske (angleško The Merry Wives of Windsor) in po nekaterih odlomkih Henrika IV. napisal italijanski pesnik, pisatelj in skladatelj Arrigo Boito. 
Krstna izvedba je bila 9. februarja leta 1893 v milanski Scali. Mojster je s komično opero najlepše zaokrožil svoj neverjetni opus in se poslovil od opernega občinstva. 
V delu nastopa namišljena oseba sir John Falstaff. Prvi interpret vloge je bil baritonist Victor Maurel. 

## Osebe
- Sir John Falstaff - bariton
- Ford - bariton
- Alice Ford, njegova žena - sopran
- Nannetta, njuna hči - sopran
- Meg Page - mezzosopran
- gospa Quickly - alt
- Fenton - tenor
- doktor Cajus - tenor
- Bardolfo - tenor
- Pištola - bas
- meščani in Fordovi uslužbenci, maske, škratje, čarovnice

## Vsebina
Godi se v Windsorju na Angleškem v času vladavine Henrika IV. (1399—1413).

### Prvo dejanje

#### Prva slika
V krčmi Pri podvezi.
Sir John Falstaff je pravkar napisal dve enaki pismi, ko pridrvi v sobo razburjeni dr. Cajus in se jezi, ker mu je Falstaff pretepel služabnike, uničil z jahanjem dobrega konja, Bardolf in Pištola, ki službujeta pri Falstaffu, pa sta ga opijanila in mu izpraznila žep. Debeli vitez hladnokrvno odpravi razburjenega doktorja. Nato se pogovori s služabnikoma o namerah, ki jih ima z gospema Alice Fordo in Meg Page, da bi na ta način spet napolnil svojo izsušeno denarnico. Bardolf in Pištola pa odločno odklonita zvodniške posle in nočeta odnesti pisma, ker je to zoper njuno čast. Falstaff pošlje pismi po svojem pažu Robinu, oba služabnika pa spodi iz službe.

#### Druga slika
Vrt pred Fordovo hišo.
Gospe Meg in Quickly gresta na obisk k Fordovim in srečata pred hišo gospo Alice in njeno hčerko Nanetto. Alice in Meg sta prejeli od Falstaffa popolnoma enaki pismi in skleneta skupaj s Quickly maščevanje in kazen za predrzneža. Toda ne samo ženske, tudi moški, in sicer Fenton, dr. Cajus, Bardolf in Pištola, s katerima je Falstaff grdo ravnal, sklenejo maščevanje nad debelušnim vitezom. Bardolf in Pištola celo izdata Fordu načrt, ki ga je Falstaff skoval zoper njegovo in Pagejevo ženo. Fenton se ponudi, da pokliče Falstaffa na zagovor, Cajus zatoži gospoda, a obenem svari pred služabnikoma. Ženske se bližajo, obe stranki se hitro odstranita, da ne bi izdali svojih načrtov, samo zaljubljenca Fenton in Nanetta ostaneta kratek čas sama in izkoristita čas zase. Vse tri ženske pridejo in se skupno z Nanetto pogovorijo o svojih naklepih. Quickly pošljejo k Falstaffu, da ga v imenu gospe Ford povabi na sestanek. Tudi Ford se na podoben način sporazume z Bardolfom in Pištolo, da ga Falstaffu predstavita pod izmišljenim imenom.

### Drugo dejanje

#### Prva slika
Krčma.
Falstaff spet sedi v krčmi in popiva. Pištola in Bardolf ga najprej prosita, da bi ju zopet sprejel v službo, nato pa najavita neko damo, ki želi govoriti z vitezom. Vstopi Quickly in sporoči Falstaffu odgovor na njegovo pismo Alici Ford. Vabi ga na popoldanksi sestanek. Nato pripeljeta služabnika Forda in ga predstavita kot gospoda Fontana, ki debelemu vitezu predlaga, naj bi zanj govoril pri gospe Ford. Za uslugo ga bo dobro nagradil z denarjem. Falstaff zadovoljen pristane na predlog. Forda prevzame strašno ljubosumnje, ko mu Falstaff bahavo zaupa, da ima že domenjen sestanek z lepo Alice. Med pripravo na sestanek Ford priseže maščevanje. Falstaff se vrne ves nalepotičen in prešerne volje odide z neznanim gospodom iz krčme na ljubezenski podvig.

#### Druga slika
V Fordovi hiši.
Sestanek treh žensk. Quickly poroča o uspehu svoje naloge in napove Falstaffov obisk. Nanetta toži, da jo oče hoče dati Cajusu za ženo, mati pa ji obljubi pomoč. Hlapci prinesejo košaro za perilo, Nanetta in obe žene se poskrijejo. Falstaff vstopi, Alice ga sprejme in se spogleduje z njim, njegovemu okornemu dvorjenju pa se spretno izmika. Tedaj prisopiha Quickly in naznani prihod gospe Meg Page. Falstaff se skrije za špansko steno in sliši, kako Meg pripoveduje o strašnem Fordovem ljubosumju. Spet priteče Quickly ter javi, da ogorčeni Ford zares prihaja, da bi s svojimi prijatelji zasačil prešuštnika Falstaffa. Ta se skrije v košaro, špansko steno pa uporabita Fenton in Nanetta, da bi se nemoteno ljubimkala. Ženske razpravljajo pred košaro, moški pa se vrnejo z brezuspešne preiskave v sobo, ko izza španske stene zaslišijo poljub. Postanejo pozorni, saj mislijo, da so zasačili Falstaffa. Končno prevrnejo špansko steno, misleč, da je za njo zapeljivec, a zagledajo mlada zaljubljenca, ki zbežita. Bardolf zavpije, da je Falstaff na stopnicah, zato možje hitijo ven. Nanetta se vrne s slugami, ki vržejo košaro s perilom in Falstaffom v njej skozi okno v reko.

### Tretje dejanje

#### Prva slika
Trg pred gostilno.
Falstaff se huduje nad pokvarjenim svetom in življenjem ter išče tolažbe v dobri kapljici. Quickly ga zopet obišče in mu prinese pisemce z vabilom na polnočno snidenje v Windsorskem parku pri Hernovem hrastu. Falstaff odide z gospo v hišo, kjer mu ta o vsem natančno pripoveduje. Ostali, ki skrito prisluškujejo pogovoru, sprejmejo sklep o maščevanju in kazni. Pri tej priložnosti obljubi Ford Cajusu roko svoje hčerke Nanette. V Windsorski park naj bi prišel preoblečen kot menih in tam bi razglasila zaroko. Quickly sliši ta dogovor in ga izda družicam.

#### Druga slika
Pri Hernovem hrastu v Windsorskem parku. Mesečina.
Z nežno pesmico kliče Fenton svojo izvoljenko, ki pride preoblečena v vilinsko kraljico. Ženske preoblečejo Fentona v meniha. Za Cajusovo »nevesto« določijo njegovega sovražnika Bardolfa in ga primerno oblečejo, da bi se Cajusov načrt izjalovil. Ko ura odbije polnoč, se pojavi John Falstaff z jelenovimi rogovi kot lovec Herne. Naslednjo Falstaffovo ljubezensko sceno z gospo Alice Ford prekine gospa Meg s poročilom, da se bliža divji lov. Žene zbežijo. Komaj se Falstaff skrije za deblo velikega hrasta in se zvali na tla, že pridrvijo v duhove in vile preoblečeni meščani. Tudi Nanetta se kot vilinska kraljica pojavi s svojim spremstvom. Falstaffa odkrijejo in ga pošteno premlatijo. Končno prosi odpuščanja in ko se maščevalnost ohladi, mu vse razložijo. Ob zaključku nastopita še zaročenca Fenton in Nanetta ter Bardolf in dr. Cajus, ki šele sedaj spozna zmoto in se zelo jezi zaradi potegavščine. Fordu pa ne ostane drugega, kakor da dovoli Fentonu poroko z Nanetto. Ne samo Falstaff, preslepljena sta bila tudi dr. Cajus in Ford.